# 테렘궁

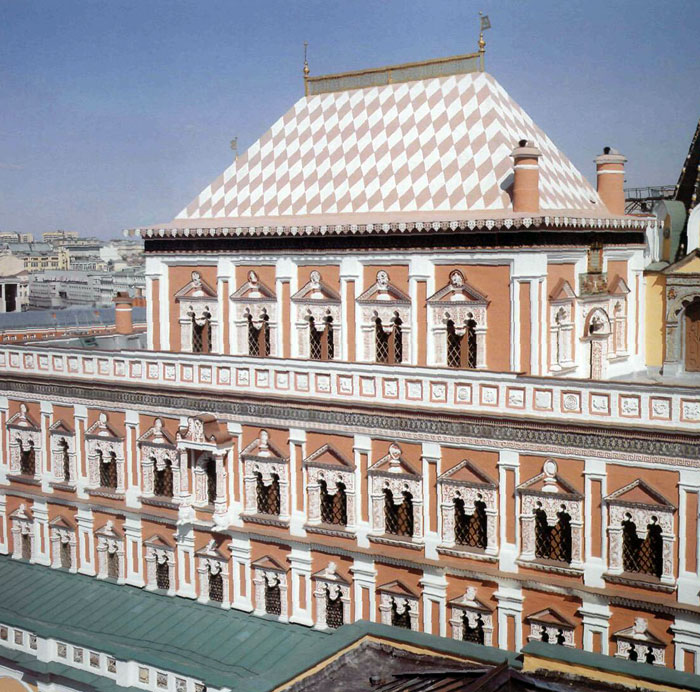
테렘궁의 파사드

테렘궁(러시아어: Теремной дворец)은 모스크바 크렘린 내에 위치한 궁전으로, 17세기 차르들의 공식 거주지로 사용되었다. '테렘'이라는 이름은 '머무르다'라는 뜻의 그리스어 단어 '테렘논'(τερεμνον)에서 따온 것이다. 현재는 러시아의 대통령 공식 관저로 활용되고 있어 일반인들의 출입이 금지되어 있다.
테렘궁의 역사는 16세기까지 거슬러 올라간다. 16세기에 알로시오 데 밀라노가 이 자리에 처음으로 궁전을 건설했는데, 이후 로마노프 황조의 첫 번째 차르였던 미하일 1세가 1635년에 건물을 완전히 철거하고 다시 짓게 함에 따라, 당시에 지어졌던 구조물은 현재 궁전의 지하실에서만 그 모습을 찾아볼 수 있다. 미하일 1세가 새로 지은 건물은 수없이 많은 부속건물들로 둘러싸여 있었고, 이들 중 대대수는 황금으로 장식되어 있었다. 참고로 이 때 보수된 황후의 궁전은 이반 4세 시절까지 올라가는데, 이 건물은 이반 4세가 자신의 아내를 위해 지어준 건물로써, 11개의 황금 돔이 그 위에 올라가 있다. 현재의 테렘궁은 몇몇 교회들도 포함하고 있는데, 그것들 중 가장 대표적인 예가 1360년대에 지어진 '성모 마리아의 탄생' 성당이다.
테렘궁은 총 5층이다. 3층은 황후와 그녀의 자식들이 모여 살았으며, 4층에는 차르의 개인 주거지가 있었다. 그리고 5층에는 두마(러시아의 의회)가 모여 토론을 벌이는 회의장이 자리하고 있었다. 테렘궁의 외관은 색채 타일들과 벽돌들로 아름답게 꾸며져 있는데, 대부분이 붉은색, 황색, 주황색으로 색을 맞추어 만들어졌다. 내부에도 다양한 벽화들이 그려져 있었으나, 1812년에 일어난 대화재로 인하여 원래 그려져 있던 벽화들은 모두 소실되었으며, 현재 우리가 볼 수 있는 벽화들은 대부분 1837년에 다시 복원한 것들이다.

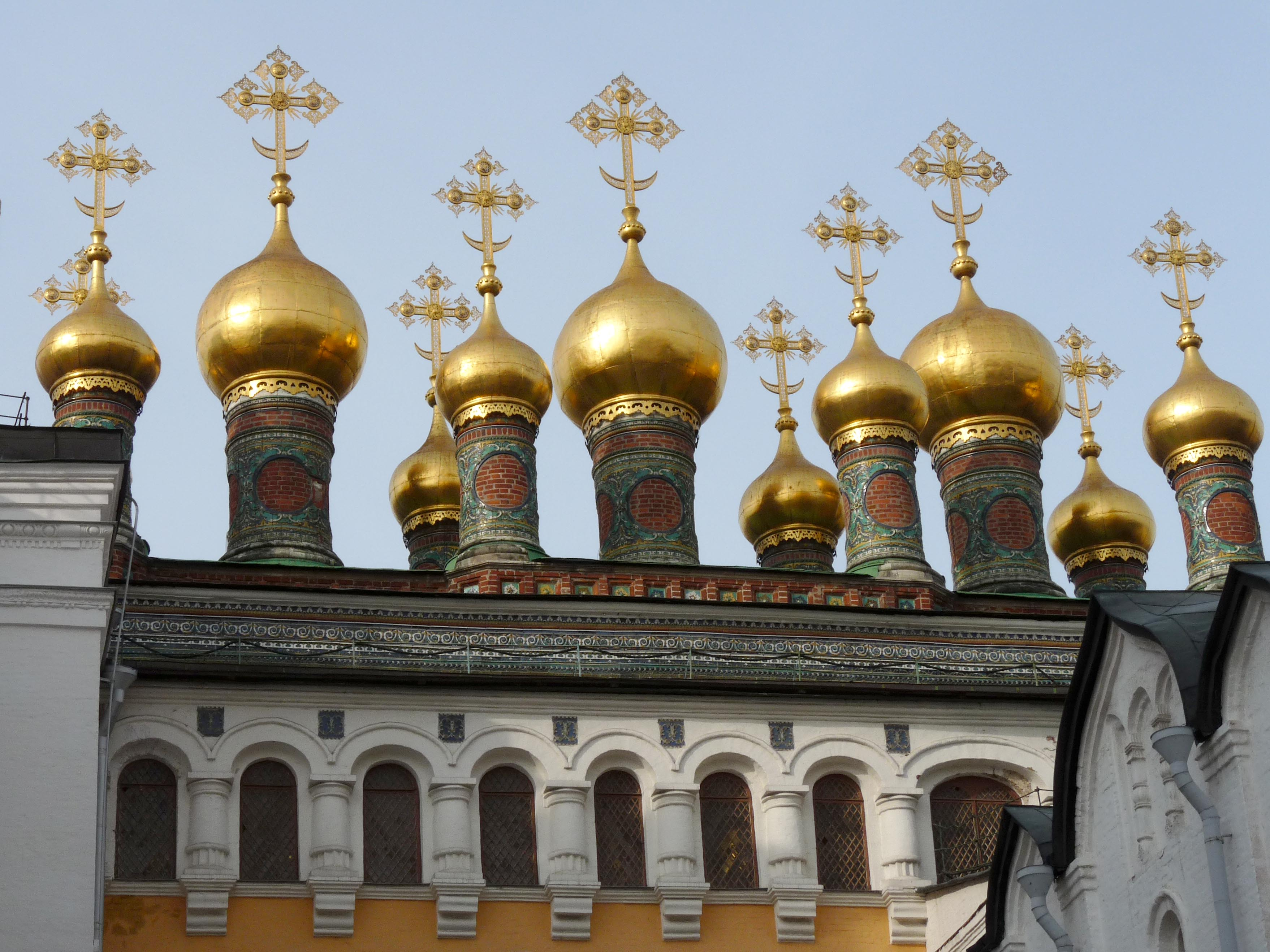
11개의 황금 돔
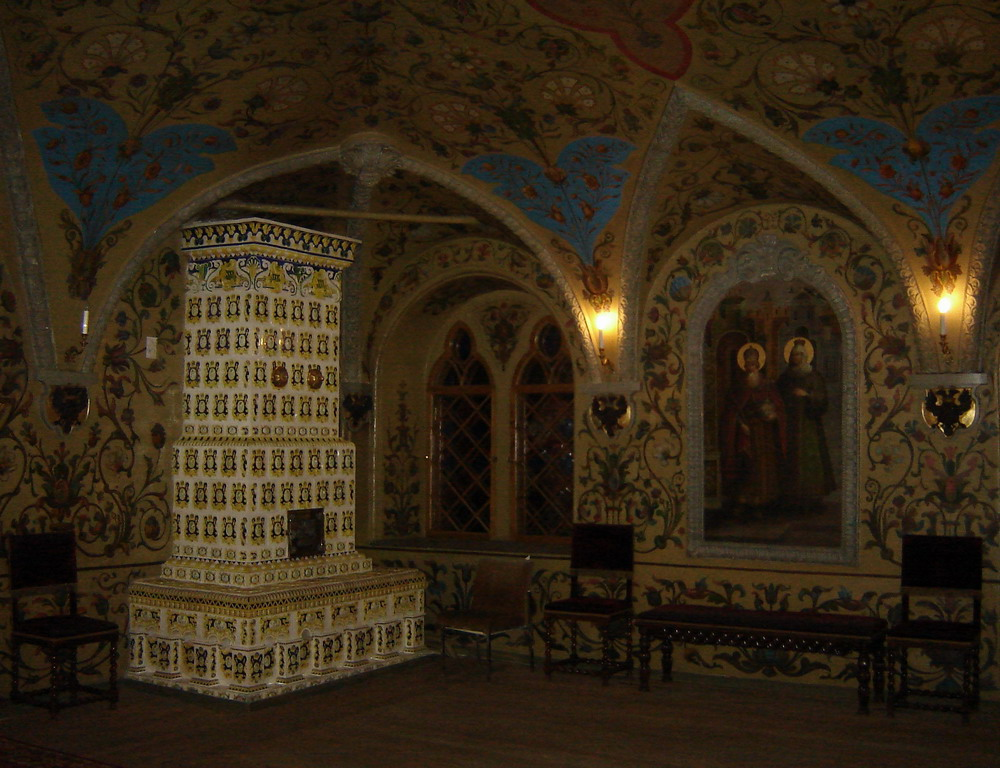
벽난로
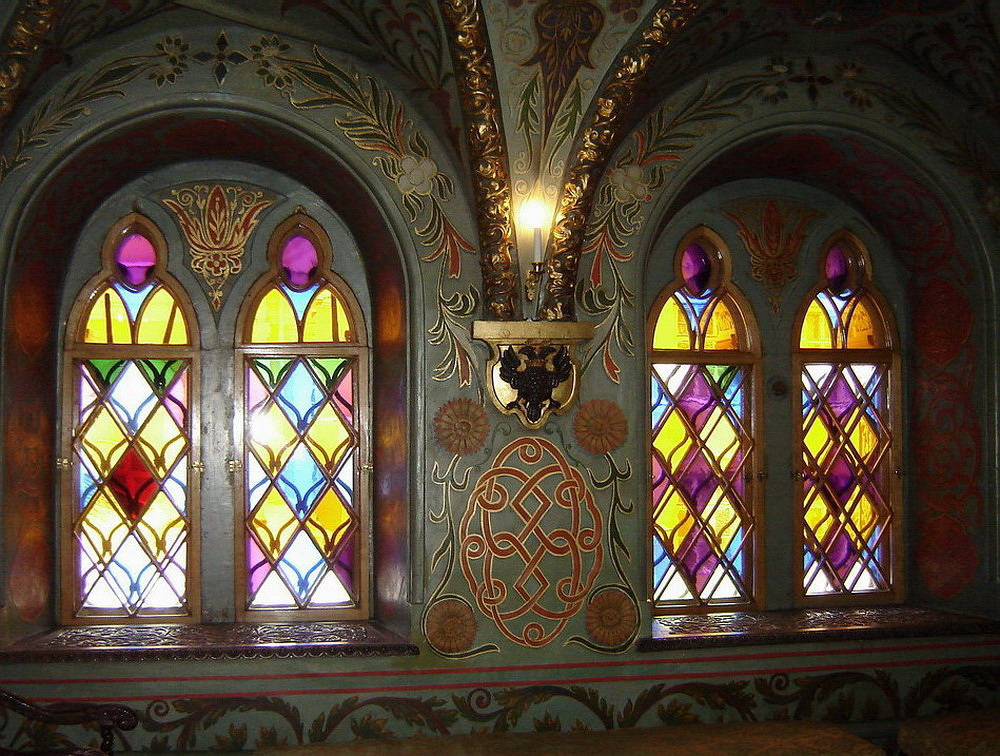
창문
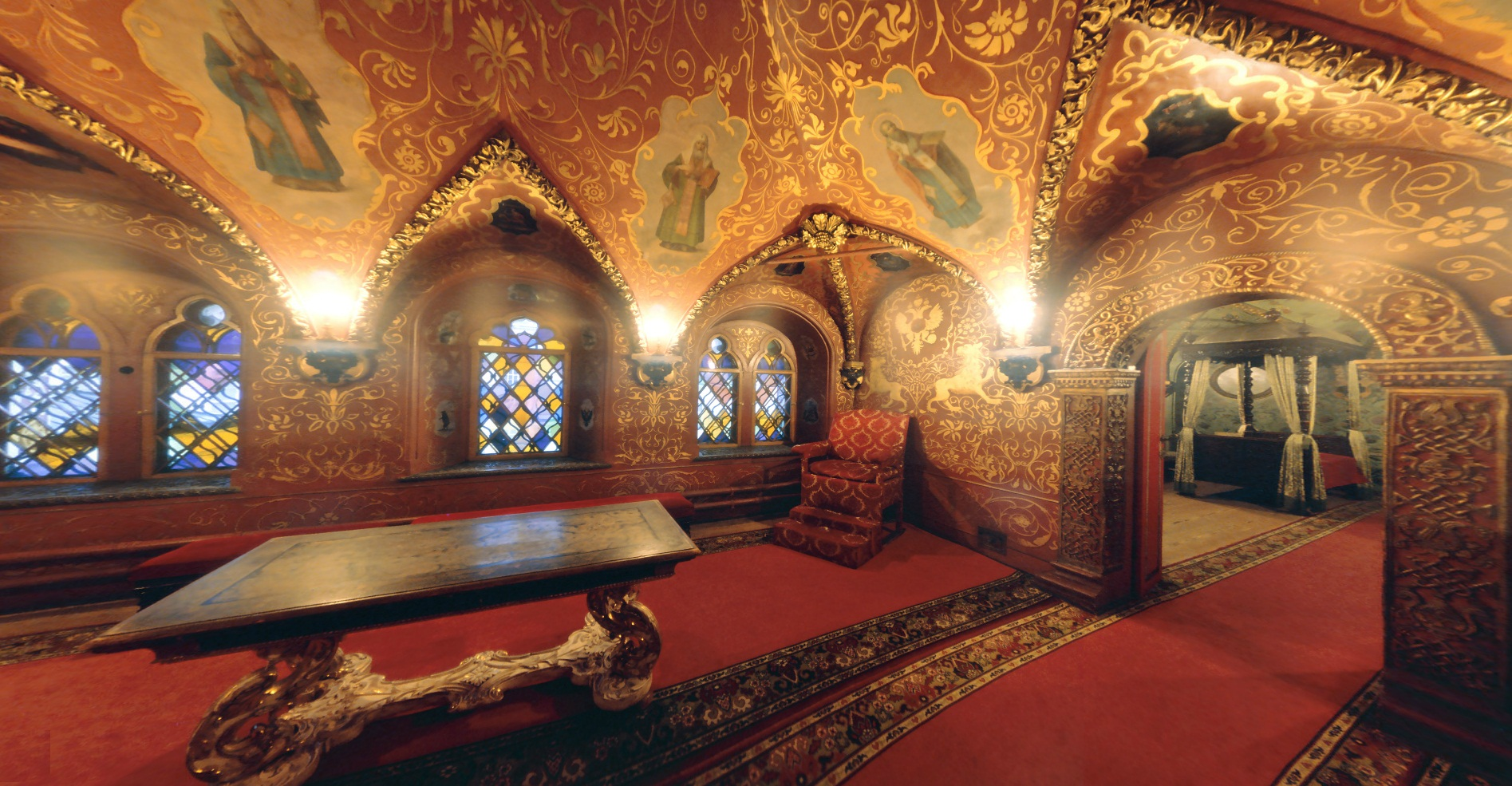
복도
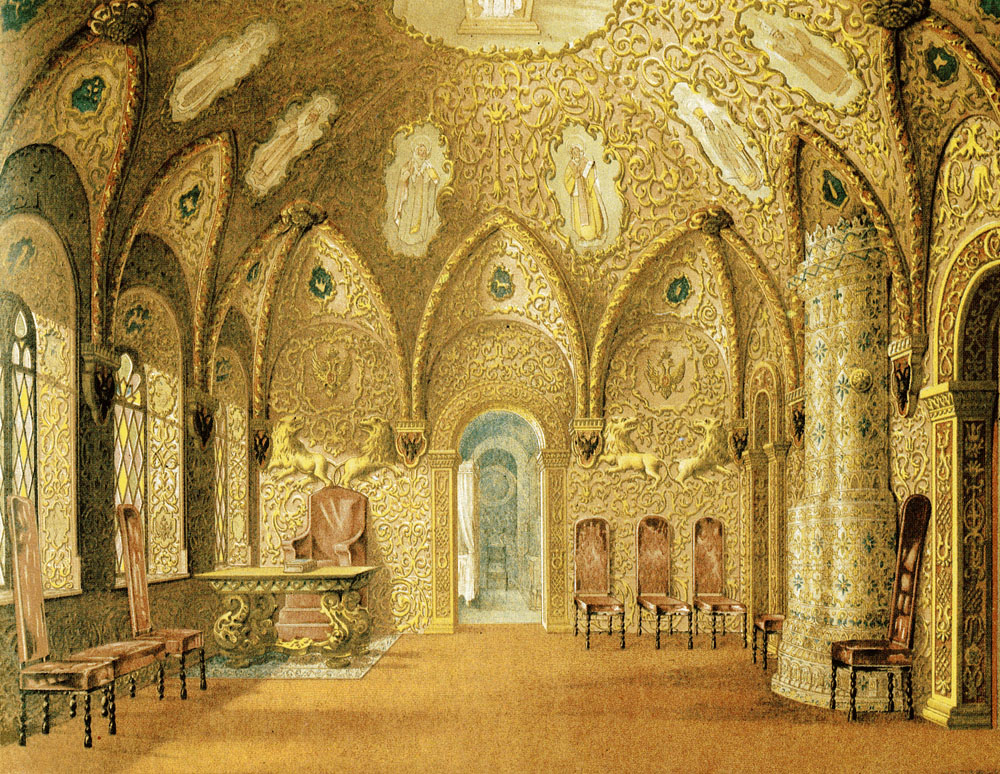
응접실